# Charles-Joseph Tissot
Charles-Joseph Tissot, född 1828, död 1884, var en fransk diplomat, son till Claude-Joseph Tissot.
Tissot blev envoyé 1871 i Tanger och 1876 i Aten samt ambassadör 1880 i Konstantinopel och 1882 i London. Han skrev åtskilliga arbeten om Afrika under romerska tiden och blev 1880 ledamot av Institutet.